# ابن نقطة
أبو بكر محمد بن عبد الغني بن أبي بكر بن شجاع الحنبلي المعروف بابن نقطة الملقب بمعين الدين البغدادي هو عالم محدث كان من طلبة الحديث المشهورين به المكثرين من سماعه وكتابته والراحلين في تحصيله؛ دخل خراسان وبلاد الجبل والجزيرة والشام ومصر، ولقي المشايخ وأخذ عنهم واستفاد منهم. ذيل على الإكمال كتاب الأمير أبي نصر ابن ماكولا وأعطى ملاحظاته عليه وأضاف إليه؛ توفي ابن نقطة في 22 صفر سنة 629 هـ ببغداد، وهو في سن الكهولة. 

## نسبه
ابن نقطة هو أبو بكر ‌محمد ‌بن ‌عبد ‌الغني بن أبي بكر بن شجاع بن أبي نصر، يعرف بابن نقطة، الملقب معين الدين البغدادي، المحدث، الحنبلي، ونقطة: جارية ربت جد أبيه، وكان أبوه رجلاً صالحاً.  

- قال الذهبي: سئل أبو بكر عن نقطة، فقال: هي جارية عرفنا بها، ربت شجاعًا جدنا. [6]
- وقال ابن ناصر الدين الدمشقي: في قول المصنف: ربت جده، نظر، فقال التقي إسماعيل ابن الأنماطي: سمعت أبا بكر ‌محمد ‌بن ‌عبد ‌الغني بن أبي بكر بن شجاع بن أبي نصر بن عبد الله البغدادي المعروف بابن نقطة بدمشق، وقدمها طالب حديث، وسألته عن هذه النسبة، فقال: جارية ربت جدتي أم أبي اسمها نقطة، عرفنا باسمها. رواه الحافظ أبو الفتح عمر بن الحاجب الأميني عن ابن الأنماطي. [7]
- قال ابن عبد الهادي: ولد أبو بكر سنة نيف وسبعين وخمس مئة. [8]
- وقال ابن المستوفي: سألته عن مولده، فقال: في رجب ببغداد. [9]
- وقال الذهبي: ولد بعد السبعين وخمسمائة. [10]
- وقال ابن رجب: ولد في عاشر رجب سنة تسع وسبعين وخمسمائة. [11]

## شيوخه
وسمع من يحيى بن يوش، ومن عبد الوهاب بن سكينة، وابن طبرزد، وأبي الفتح المندآئي، وغيرهم ببغداد، ومن عفيفة الفارفانية، وزاهر بن أحمد، وأبي الفخر أسعد بن روح، وطبقتهم بأصبهان، ومن منصور الفراوي، والمؤيد الطوسي بنيسابور، وعبد القادر الرهاوي بحران، والتاج الكندي بدمشق، والافتخار الهاشمي بحلب، وعبد القوي بن الجباب بمصر، ومحمد بن عماد بالثغر، وخلق.  

## تلاميذه
روى عنه: ابنه الليث بن نقطة، والمنذري، والسيف بن المجد، وعز الدين أحمد بن إبراهيم الفاروثي، وأبو الفرج عبد الرحمن بن محمد بن عبد الغني، وآخرون. 

## حياته العلمية
كان من طلبة الحديث المشهورين به المكثرين من سماعه وكتابته والراحلين في تحصيله؛ وطاف البلاد، وجمع "المسند"  ودخل خراسان وبلاد الجبل والجزيرة والشام ومصر، ولقي المشايخ وأخذ عنهم واستفاد منهم، وكتب الكثير وعلق التعاليق النافعة، وذيل على " الإكمال " كتاب الأمير أبي نصر ابن ماكولا وما أقصر فيه وجاء في مجلدين  وذكر أبو البركات ابن المستوفي في تاريخ إربل وعده في جملة من وصل إليها وسمع الحديث بها، وأثنى عليه وقال: ورد إربل وسمع معنا على أبي محمد عبد اللطيف بن أبي النجيب عبد القاهر بن عبد الله، وكان وقف من مسموعاته ببغداد على أجزاء، فسمعها عليه بإربل؛ ثم قال: سمعت من يذكر أنه ذو تصانيف، وأنه حافظ متقن. ورد إربل في شهر رمضان من سنة تسع وستمائة. وجمع كتاباً في مختلف الأسماء ومؤتلفها يدخل في مجلدات، وأن له غيره. وقال أيضاً: أنشدني لأبي على محمد بن الحسين بن أبي الشبل البغدادي، وهو أحد شعراء العراق المجيدين المتأخرين، وقد ذكره ابن الحظيري في كتاب " زينة الدهر ":
لا تظهرن لعاذل أو عاذر … حاليك في الضراء والسراء
فلرحمة المتوجعين مرارة … في القلب مثل شماتة الأعداء 

## مصنفاته
اتفقت كلمة المترجمين لابن نقطة على الثناء على تصانيفه، ويبدو من كلامهم أن له مصنفات كثيرة منها قول المنذري: وصنف تصانيف مفيدة، وقول عمر بن الحاجب تلميذه: وصنف كتبًا حسنة في معرفة علوم الحديث والأنساب، وقول ابن خلكان: وكتب الكثير وعلق التعاليق النافعة، وقول ابن المستوفي: أنه سمع من يذكر أنه ذو تصانيف، وقول اليافعي: وكتب الكثير؛ وهذه الأقوال تدل على أنّ ابن نقطة كان كثير التصانيف في علوم شتى، وقد قال تلميذه عمر بن الحاجب أنه صنف كتبًا حسنة في معرفة علوم الحديث وليس في الكتب التي سنذكرها كتبًا في معرفة علوم الحديث. وبهذا نعلم أن الحافظ أبا بكر ابن نقطة صنف كتبًا قيمة قد فقدت فيما فقد من تراثنا العظيم في حوادث التتار وغيرها، وقد ذكرت أغلب المصادر ثلاثة من كتبه: 
1. إكمال الإكمال، وهو استدراكٌ على كتاب ابن ماكولا: «الإكمال».
2. التقييد لمعرفة رواة السنن والمسانيد.
3. الأنساب.
4. الملتقط في كتب الخطيب وغيره من الوهم والغلط: تفرد الحافظ الذهبي في تاريخ الإِسلام وسير أعلام النبلاء بذكر هذا الكتاب مهم. [19]
5. مختصر تاريخ ابن شافع: وهذا الكتاب ذكره ابن رجب في ذيل طبقات الحنابلة. [20]

## أقوال العلماء فيه
1. قال ابن عبد الهادي: وكان ثقة، متقناً، حسن الخط، قفا أثر والده في الزهد والتقشف. [21]
2. قال الذهبي: وهو مصنف كتاب "التقييد في رواة الكتب والمسانيد" وكتاب المستدرك على إكمال أبي نصر بن ماكولا ينبئ بإمامته وحفظه، وكان متقنًا محققًا مليح الخط له سمت ووقار وفيه دين وقناعة قفا أثر والده في الزهد والتقشف ولم ألق أحدًا يروي لي عنه. [22]
3. سئل الحافظ ضياء الدين عنه فقال: حافظ، دين، ثقة، صاحب مروءة وكرم. [21]
4. ذكره الذهبي في كتابه "المعين في طبقات المحدثين" فقال: الحافظ أبو بكر ‌محمد ‌بن ‌عبد ‌الغني ‌بن ‌نقطة. [23]
5. وقال الذهبي أيضاً: وكان ثقة، حسن القراءة، جيد الكتابة، متثبتًا فيما يقوله، له سمت ووقار، وفيه ورع وصلاح وعفة وقناعة. [24]
6. وقال أبو عبد الله البرزالي: ثقة، دين، مفيد. [13]
7. قال الصفدي: وكان إماما ضابطا متقنا صدوقا حسن القراءة مليح الكتابة متثبتا فيما ينقله له سمت ووقار وورع وصلاح. [25]
8. وقال ابن ناصر الدين الدمشقي: وكتب الكثير، وخرج وصنف، وكان ثقة. [26]
9. وقال المنذري: رفيقنا الحافظ أبو بكر ‌بن ‌نقطة. سمعت منه. وسمع مني بجيرة فسطاط مصر وغيرها. وكان أحد المشهورين بكثرة الطلب والكتابة والرحلة. وصنف تصانيف مفيدة. [27]
10. قال السيوطي: وهو حافظ دين ثقة مفيد متقن محقق. [28]

## وفاته
إختلف المترجمون لابن نقطة في تاريخ وفاته على أقوال منها:
- قال ابن خلكان: توفي ابن نقطة في 22 صفر سنة 629 هـ ببغداد، وهو في سن الكهولة. [29]
- وقال ابن المستوفي: توفي يوم الجمعة ثالث عشر من صفر من سنة تسع وعشرين وستمائة. [30]
- وقال الذهبي: توفي أبو بكر في الثاني والعشرين من صفر، سنة تسع وعشرين وستمائة، كهلًا. [24]
- وقال ابن الموصلي: أنه توفي في ثاني عشر من ربيع الأول من السنة المذكورة، بهيضة لحقته. [30] فإن صحت الرواية فهو في حكم الشهيد، وقد جاء في الحديث "المبطون شهيد" [31] وفسره ابن الأثير فقال: الذي يموت بمرض بطنه كالاستسقاء ونحوه. وقد روى الطبراني في المعجم الصغير: "من قتله بطنه لم يعذّب في قبره". [32]

## أنظر أيضاً
- المنذري.
- ابن الحاجب.
- ابن طبرزد.
- زاهر بن أحمد.